# Pipaix
Pipaix est une section de la ville belge de Leuze-en-Hainaut située en Région wallonne dans la province de Hainaut. C'était une commune à part entière avant la fusion des communes de 1977.

## Géographie

### Hameaux
Pipaix compte cinq hameaux : Lignette, le Coron (d'en Haut), Ghyssegnies, les Donjons et Orquennois.

## Évolution démographique
- Sources : INS, Rem. : 1831 jusqu'en 1970 = recensements, 1976 = nombre d'habitants au 31 décembre.

## Histoire
Au Moyen Âge les territoires de Ghyssegnies, Lignette et Pipaix, étaient des terres dites franches ou libres. Historiquement ces terres dépendaient indirectement du comté de Flandre, quoiqu'elles soient enclavées dans le comté de Hainaut. Certaines formes d'exonération d'impôts sur les biens produits et vendus découlaient de cette situation, et ce n'est qu'au XVIIIe siècle que ces privilèges furent abolis.
Pipaix était dans le passé le siège d'une seigneurie.
Vers 1712, la seigneurie de Pipaix est détenue par Louis Ulric Ermenegilde de Haudion (Haudion est sur Lamain), puis par son fils Philippe Louis Ulric de Haudion.
Philippe Joseph Hanecart, fils de Philippe François Théodore, écuyer, seigneur puis baron de Briffœil et Wasmes, conseiller du roi au Parlement de Flandres, président à mortier, et de Marie Claire Pédecœur, bourgeoise de Douai le 21 décembre 1762, nait à Douai en septembre 1729 (baptisé le 15 septembre 1729). Il est baron de Briffœil, seigneur de Tours, de Busignies (Busigny?), Malmaison, Wasmes, Pipaix, la Cattoire, la Mairie, Lommeau. Il meurt à Douai le 2 septembre 1788, inhumé au cimetière des Clarisses. Il épouse à Douai le 29 septembre 1754 Marie Anne Charlotte Théry, baptisée à Douai le 3 septembre 1737, fille de Charles Joseph, écuyer, seigneur de Gricourt et de Marie Josèphe Adrienne de le Court. Le couple a plusieurs enfants, aucun ne semble reprendre la seigneurie de Pipaix (voir seigneurs de Briffœil). En revanche, Jacques Charles Joseph Hanecart (1770-1830), fils de Philippe Louis Joseph, baron de Briffœil après son frère Marie Albert Théodore, meurt au château de Pipaix le 26 décembre 1830. Son épouse Joséphine Isidore Élisabeth Le Maire (1802-1842) meurt également à Pipaix le 27 novembre 1842.

## Héraldique
|  | Blasonnement : D'argent, à dix losanges d'azur accolés et aboutés 3, 3, 3 et 1. - Arrêté royal : 12 mai 1965 Source du blasonnement : Blason de Pipaix sur le site Heraldry-wiki.com |

## Économie
Le village compte deux importantes brasseries de production : la brasserie Dubuisson et sa bière Bush ainsi que la brasserie à Vapeur.
Depuis décembre 2020, elle compte un commerce de proximité « Mon Comptoir Pipaix », qui rassemble le savoir faire des artisans et producteurs de la région sous un même toit.

## Sport et vie associative

### Sports
Le hameau de « Lignette » compta un club de football, le FC Lignette (matricule 7678) qui s'illustra en jouant deux fois deux saisons dans les séries nationales du football belge. Jouant en Promotion de 1985 à 1987, puis de 1988 à 1990, le club disparut, en 1991, à la suite d'une fusion avec la « RUS Leuzoise » (matricule 1023) pour former la « R. Association Leuze-Lignette », sous la matricule 1023.